# تاشدگی پروتئین

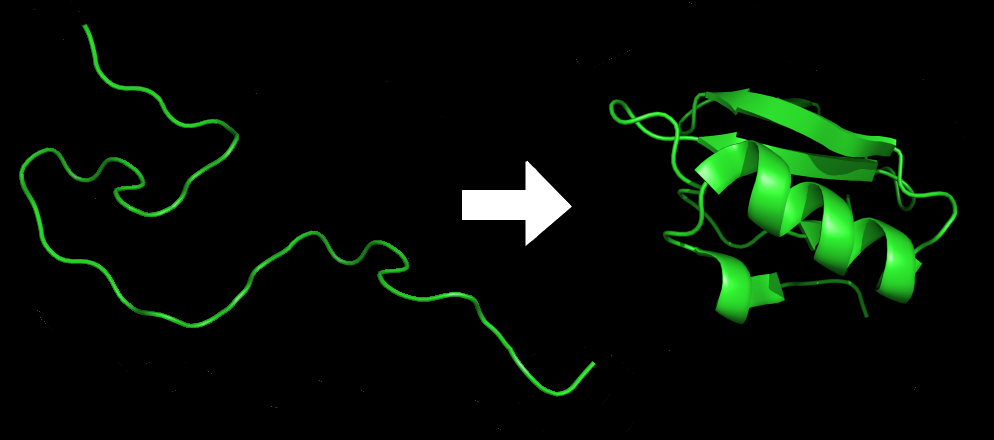
پروتئین پیش و پس از تاشدن

تاشدگی پروتئین فرایندی فیزیکی است که در آن بس‌پپتید (یا پلی‌پپتید) به ساختار سه‌بعدی طبیعی خاص خود درمی‌آید. این ساختار غالباً دارای عملکرد زیستی است. پروتئین‌ها از مولکول‌های اصلی تشکیل‌دهندۀ سلول‌ها هستند و به سلول‌ها شکل و ساختار مشخص می‌دهند. همچنین، تقریبا تمام کارکردهای سلول از پروتئین‌ها نشئت می‌گیرد. در واقع پروتئین‌ها می‌توانند کارکردهای بسیار زیاد و متنوعی داشته باشند، که این موضوع نتیجۀ اشکال متنوعی است که پروتئین‌ها به خود می‌گیرند. از لحاظ شیمیایی، پروتئین‌ها پیچیده‌ترین ساختار و کارکرد را در بین مولکول‌های شناخته شده دارند. 
هر پروتئین از یک بس‌پپتید آغاز می‌شود. بس‌پیپیدها هرکدام زنجیره‌ای از اسیدهای آمینه هستند که در آغاز هیچ ساختار سه‌بعدی خاص و پایایی ندارند (سمت چپ شکل روبه‌رو). شکل پروتئین از روی دنباله‌ی آمینواسیدهای آن تعیین می‌شود. درنتیجه، برای درک تاشدگی پروتئین باید ابتدا با ساختار آمینواسیدها و پیوندهای بین آن‌ها آشنا شویم. هر اسیدآمینه در زنجیره می‌تواند ویژگی‌های شیمیایی خاصی داشته باشد؛ مثلاً آب‌دوست (هیدروفیل) یا آب‌گریز (هیدروفوب) یا باردار باشد. اسیدهای آمینه به خاطر این ویژگی‌ها با یکدیگر و با محیط سلول برهم‌کنش می‌کنند و سرانجام ساختار سه‌بعدی ویژه‌ای را که همان ساختار طبیعی پروتئین است به خود می‌گیرند (سمت راست شکل). اسیدآمینه‌های موجود در بس‌پپتید تعیین‌کنندۀ ساختار سه‌بعدی نهایی پروتئین هستند (قاعدۀ آنفینسن). سازوکار تاشدگی پروتئین هنوز به‌طور کامل شناخته نشده‌است.
اسیدهای آمینه از یک گروه آمین و یک گروه کربوکسیل و یک زنجیرهٔ جانبی ساخته شده‌اند و با پیوندهای کوالانسی به هم متصلند. پیوند کوالانسی بین اسیدهای آمینه بسیار محکم است به‌طوری که امکان جابه‌جایی و چرخیدن به اتم‌های N-H و C=O را نمی‌دهد، اما سایر پیوندها دارای استحکام کمتری بوده و امکان چرخیدن برایشان وجود دارد. این ویژگی باعث می‌شود پروتئین‌ها خاصیت انعطاف‌پذیری پیدا کنند و بتوانند تا بخورند.
پروتیین‌ها در اثر تاخوردگی شکل فضایی‌ای را ایجاد می‌کنند که دارای کمترین انرژی است. وقتی پروتئین تا می‌خورد پیوندهای ضعیف غیر کوالانسی به تثبیت تا خوردگی کمک می‌کنند. این پیوندها عبارتند از: پیوند یونی، پیوند هیدروژنی، برهمکنش‌های واندروالس و نیروهای آب‌گریز.
همانطور که گفته شد زنجیره جانبی متصل به اسیدهای آمینه می‌توانند قطبی یا غیرقطبی باشند. وقتی پروتئین در آب سیتوزولی قرار می‌گیرد زنجیره‌های جانبی آب‌گریز تمایل دارند به صورت یک مجموعه در درون مولکول پروتئین قرار بگیرند تا حداقل تماس با مولکول‌های قطبی آب را داشته باشند و اثر تضعیف‌کنندۀ آن‌ها بر پیوندهای هیدروژنی آب حداقل باشد. از طرف دیگر زنجیره‌های جانبی‌ای که قطبی هستند تمایل دارند که در روی سطح مولکول پروتئین قرار بگیرند و با مولکول‌های آب یا سایر مولکول‌های قطبی پیوند هیدروژنی ایجاد کنند. بنابراین خاصیت آب‌گریزی زنجیره‌های جانبی در تعیین شکل پروتئین نقش اساسی دارد.
در اثر تا خوردن پروتئین‌ها شکل نهایی پیدا می‌کنند که یکتا و دارای کمینۀ انرژی است. تمامی اطلاعات لازم برای تاخوردن پروتئین در توالی آمینواسیدهای آن نهفته‌است؛ زیرا این توالی منحصربه‌فرد محل قرارگیری زنجیره‌ای جانبی را تعیین کرده و شکل نهایی پروتئین را تعیین می‌کنند.
در فرایند تاخوردن، پروتئین مسیرهایی را از نظر سطح انرژی طی می‌کند. در ابتدا پروتئین یک رشتهٔ پلی‌پپتیدی فاقد ساختار مشخص و با انتروپی بالاست. ضمن فرایند تاخوردن، اتم‌های زنجیرۀ اصلی پلی‌پپتید با ایجاد انواع پیوندهای مناسب یا نامناسب با سایر اتم‌های زنجیرۀ اصلی پلی‌پپتید و یا زنجیره‌های جانبی، باعث تغییر در سطح انرژی پروتئین می‌شوند.
فرایند تاخوردن را که در آن پروتئین از حالت تانخورده به حالت نهایی می‌رسد، می‌توان از دیدگاه آماری بررسی نمود. می‌توان به جای یک پروتئین که فرایند تاخوردن را با تعداد زیادی پیکربندی ممکن از نظر انرژی تجربه می‌کند یک مجموعه از همه پیکربندی‌های ممکن انرژی در نظر گرفت و تعداد حالت‌هایی که در آن انرژی مقدار خاصی است را به دست آورد و برای سیستم آنتروپی را محاسبه نمود و به این ترتیب انرژی آزاد گیبس را به دست آورد. حالت نهایی سیستم در کمینه انرژی اتفاق می‌افتد.
بررسی سیستم از نظر آماری به ما این امکان را می‌دهد که فرایند تاخوردن را با جزئیات شبیه‌سازی کنیم و این فرایند را بهتر بشناسیم.

## تاخوردگی اشتباه و بیماری‌های ناشی از آن
تاخوردن پروتئین در درون سلول یکی از فرایندهای مهم زیستی است. مثل بسیاری از عملکردهای دیگر درون بدن، تاخوردن پروتئین نیز ممکن است دچار خطا شود. این تاخوردن نامناسب اگر اصلاح نشود می‌تواند تجمعاتی از پروتئین‌های بدشکل ایجاد کند که به سلول‌ها آسیب برساند. برخی از بیماری‌های عصبی مانند آلزایمر و بیماری هانتینگتون در اثر همین تاخوردن اشتباه و تنظیم‌نشدۀ پروتئین در بافت‌های عصبی ایجاد می‌شوند.

## پارادوکس لوینتال
یکی از مباحث جالب درتا خوردن پروتئین، مسئله زمان تا خوردن است. مدت زمان لازم برای این فرایند در درون سلول از مرتبه ثانیه‌است. نخستین بار لوینتال با محاسبه پارامتر سرعت واکنش از رابطه آرنیوس مدت زمان لازم برای تا خوردن پروتئین را محاسبه کرد. وی این زمان را با در نظر گرفتن تمامی مسیرهای ممکن انرژی انجام داد وجوابی که بدست آورد یک عدد نجومی بود. لوینتال نتیجه گرفت که در فرایند تا خوردن پروتئین، همه مسیرهای ممکن انرژی طی نمی‌شوند و مسیر ویژه‌ای برای تا خوردن وجود دارد.
تعیین ساختار سه‌بعدی پروتئین به‌طور تجربی بسیار دشوار است. ولی ترتیب زنجیرهٔ هر پروتئین معمولاً دانسته‌است. پژوهشگران می‌کوشند روش‌های زیست‌فیزیکی گوناگون را به کار بگیرند تا ساختار سه‌بعدی نهایی را از روی دنبالهٔ اسیدهای آمینه پیش‌بینی کنند.
بسیاری از پروتئین‌ها برای کار حتماً باید ساختار سه‌بعدی درست خود را بدارند. معمولاً اگر پروتئینی نتواند به ساختار درست خود تا شود، غیرفعال می‌شود.